# Guatemala aux Jeux olympiques d'été de 2012
Le Guatemala participe aux Jeux olympiques d'été de 2012 à Londres au Royaume-Uni du 27 juillet au 12 août 2012. Il s'agit de sa 13e participation à des Jeux d'été.

## Médaillés
| Médaille | Nom            | Sport      | Compétition         | Date   |
| -------- | -------------- | ---------- | ------------------- | ------ |
| Argent   | Erick Barrondo | Athlétisme | 20 km marche hommes | 4 août |

## Athlétisme
Les athlètes du Guatemala ont jusqu'ici atteint les minima de qualification dans les épreuves d'athlétisme suivantes (pour chaque épreuve, un pays peut engager trois athlètes à condition qu'ils aient réussi chacun les minima A de qualification, un seul athlète par nation est inscrit sur la liste de départ si seuls les minima B sont réussis), :
Hommes
Courses
| Athlète           | Épreuve      | Séries   | Séries | Quarts de finale | Quarts de finale | Demi-finales | Demi-finales | Finale          | Finale                             |
| Athlète           | Épreuve      | Résultat | Rang   | Résultat         | Rang             | Résultat     | Rang         | Résultat        | Rang                               |
| ----------------- | ------------ | -------- | ------ | ---------------- | ---------------- | ------------ | ------------ | --------------- | ---------------------------------- |
| Erick Barrondo    | 20 km marche | NC       | NC     | NC               | NC               | NC           | NC           | 1 h 18 min 57 s | Médaille d'argent, Jeux olympiques |
| Erick Barrondo    | 50 km marche | NC       | NC     | NC               | NC               | NC           | NC           | DQ              | -                                  |
| Jose Amado Garcia | Marathon     | NC       | NC     | NC               | NC               | NC           | NC           | 2 h 18 min 23 s | 38e                                |

Femmes
Courses
| Athlète       | Épreuve      | Séries   | Séries | Quarts de finale | Quarts de finale | Demi-finales | Demi-finales | Finale          | Finale |
| Athlète       | Épreuve      | Résultat | Rang   | Résultat         | Rang             | Résultat     | Rang         | Résultat        | Rang   |
| ------------- | ------------ | -------- | ------ | ---------------- | ---------------- | ------------ | ------------ | --------------- | ------ |
| Jamy Franco   | 20 km marche | NC       | NC     | NC               | NC               | NC           | NC           | 1 h 33 min 18 s | 30e    |
| Mayra Herrera | 20 km marche | NC       | NC     | NC               | NC               | NC           | NC           | 1 h 35 min 33 s | 45e    |
| Mirna Ortiz   | 20 km marche | NC       | NC     | NC               | NC               | NC           | NC           | DQ              | -      |

## Badminton
| Athlète      | Compétition      | Phase de groupe                                  | Phase de groupe                              | Phase de groupe  | Phase de groupe | 8e de finale                        | Quarts de finale | Demi-finales     | Finale           | Finale |
| Athlète      | Compétition      | Adversaire Score                                 | Adversaire Score                             | Adversaire Score | Rang            | Adversaire Score                    | Adversaire Score | Adversaire Score | Adversaire Score | Rang   |
| ------------ | ---------------- | ------------------------------------------------ | -------------------------------------------- | ---------------- | --------------- | ----------------------------------- | ---------------- | ---------------- | ---------------- | ------ |
| Kevin Cordón | Simple messieurs | Henri Hurskainen (SWE) 2-1 (15-21, 21-12, 21-14) | Rajiv Ouseph (GBR) 2-1 (12-21, 21-17, 21-19) | NC               | 1er             | Sho Sasaki (JPN) 0-2 (21-23, 10-21) | -                | -                | -                | -      |

## Cyclisme

### Cyclisme sur route
En cyclisme sur route, le Guatemala a qualifié un homme et aucune femme.
| Athlète      | Compétition            | Temps | Rang |
| ------------ | ---------------------- | ----- | ---- |
| Manuel Rodas | Course en ligne hommes | DNF   | -    |

## Gymnastique

### Artistique
Femmes
| Athlète         | Compétition | Appareils  | Appareils  | Appareils  | Appareils  | Qualification | Qualification | Appareils  | Appareils  | Appareils  | Appareils  | Finale | Finale |
| Athlète         | Compétition | S          | SC         | BA         | P          | Total         | Rang          | S          | SC         | BA         | P          | Total  | Rang   |
| --------------- | ----------- | ---------- | ---------- | ---------- | ---------- | ------------- | ------------- | ---------- | ---------- | ---------- | ---------- | ------ | ------ |
| Ana Sofía Gómez | Individuel  | 14,000 23e | 14,533 25e | 13,266 49e | 14,333 19e | 56,132        | 16e           | 13,400 19e | 14,633 15e | 13,733 20e | 13,133 20e | 54,899 | 22e    |

## Haltérophilie
| Athlète                           | Compétition | Arraché  | Arraché | Épaulé-jeté | Épaulé-jeté | Total | Rang |
| Athlète                           | Compétition | Résultat | Rang    | Résultat    | Rang        | Total | Rang |
| --------------------------------- | ----------- | -------- | ------- | ----------- | ----------- | ----- | ---- |
| Christian Alberto Lopez Bobadilla | +105 kg     | 172      | 16e     | 215         | 14e         | 387   | 15e  |

| Athlète                           | Compétition | Arraché  | Arraché | Épaulé-jeté | Épaulé-jeté | Total | Rang |
| Athlète                           | Compétition | Résultat | Rang    | Résultat    | Rang        | Total | Rang |
| --------------------------------- | ----------- | -------- | ------- | ----------- | ----------- | ----- | ---- |
| Astrid Roxana Camposeco Hernandez | +75 kg      | 93       | 12e     | 115         | 11e         | 208   | 11e  |

## Judo
| Athlète         | Compétition           | 1/16 de finale                 | 1/8 de finale       | Quarts de finale    | Demi-finales        | Repêchage 1         | Repêchage 2         | Finale              | Finale |
| Athlète         | Compétition           | Adversaire Résultat            | Adversaire Résultat | Adversaire Résultat | Adversaire Résultat | Adversaire Résultat | Adversaire Résultat | Adversaire Résultat | Rang   |
| --------------- | --------------------- | ------------------------------ | ------------------- | ------------------- | ------------------- | ------------------- | ------------------- | ------------------- | ------ |
| Darrel Castillo | Plus de 100 kg hommes | Daiki Kamikawa (JPN) 0000/0100 | -                   | -                   | -                   | -                   | -                   | -                   | -      |

## Natation
| Athlète          | Épreuve          | Séries  | Séries | Demi-finales | Demi-finales | Finale | Finale |
| Athlète          | Épreuve          | Temps   | Rang   | Temps        | Rang         | Temps  | Rang   |
| ---------------- | ---------------- | ------- | ------ | ------------ | ------------ | ------ | ------ |
| Kevin Avila Soto | 100 m nage libre | 51 s 44 | 38e    | -            | -            | -      | -      |

## Pentathlon moderne
| Athlète         | Compétition | Escrime (épée, une touche) | Escrime (épée, une touche) | Escrime (épée, une touche) | Natation (200 m nage libre) | Natation (200 m nage libre) | Natation (200 m nage libre) | Équitation (saut d'obstacles) | Équitation (saut d'obstacles) | Équitation (saut d'obstacles) | Combiné course/tir (3 000 m / pistolet à 10 m) | Combiné course/tir (3 000 m / pistolet à 10 m) | Combiné course/tir (3 000 m / pistolet à 10 m) | Total | Rang |
| Athlète         | Compétition | Résultats                  | Rang                       | Points                     | Temps                       | Rang                        | Points                      | Pénalités                     | Rang                          | Points                        | Temps                                          | Rang                                           | Points                                         | Total | Rang |
| --------------- | ----------- | -------------------------- | -------------------------- | -------------------------- | --------------------------- | --------------------------- | --------------------------- | ----------------------------- | ----------------------------- | ----------------------------- | ---------------------------------------------- | ---------------------------------------------- | ---------------------------------------------- | ----- | ---- |
| Andrei Gheorghe | Hommes      | 15 V 20 D                  | 25e                        | 760                        | 2 min 13 s 89               | 35e                         | 1 196                       | 88                            | 22e                           | 1 112                         | 11 min 15 s 58                                 | 27e                                            | 2 300                                          | 5 368 | 31e  |

## Taekwondo
Le Guatemala a qualifié une athlète féminine.
Femmes
| Athlète                   | Compétition | Huitièmes de finale  | Quarts de finale    | Demi-finales        | Repêchage 1              | Repêchage 2                | Finale              | Finale |
| Athlète                   | Compétition | Adversaire Résultat  | Adversaire Résultat | Adversaire Résultat | Adversaire Résultat      | Adversaire Résultat        | Adversaire Résultat | Rang   |
| ------------------------- | ----------- | -------------------- | ------------------- | ------------------- | ------------------------ | -------------------------- | ------------------- | ------ |
| Elizabeth Zamora Gordillo | -49 kg      | Wu Jingyu (CHN) 2-10 | -                   | -                   | Erika Kasahara (JPN) 6-2 | Chanatip Sonkham (THA) 0-8 | –                   | –      |

## Tir
| Athlète          | Compétition                         | Qualification | Qualification | Finale | Finale |
| Athlète          | Compétition                         | Points        | Rang          | Points | Rang   |
| ---------------- | ----------------------------------- | ------------- | ------------- | ------ | ------ |
| Jean Pierre Brol | Trap hommes                         | 116           | 28e           | -      | -      |
| Sergio Sánchez   | Pistolet à 10 m air comprimé hommes | 565           | 42e           | -      | -      |
| Sergio Sánchez   | Pistolet à 50 m hommes              | 533           | 36e           | -      | -      |

## Voile
| Athlète(s)          | Compétition | Régate 1 | Régate 2 | Régate 3 | Régate 4 | Régate 5 | Régate 6 | Régate 7 | Régate 8 | Régate 9 | Régate 10 | Total net | Total net | Medal Race | Total | Rang |
| Athlète(s)          | Compétition | Score    | Score    | Score    | Score    | Score    | Score    | Score    | Score    | Score    | Score     | Score     | Rang      | Score      | Total | Rang |
| ------------------- | ----------- | -------- | -------- | -------- | -------- | -------- | -------- | -------- | -------- | -------- | --------- | --------- | --------- | ---------- | ----- | ---- |
| Juan Ignacio Maegli | Laser       | 1        | 10       | 7        | 13       | 5        | 20       | 7        | 10       | 21       | 21        | 94        | 8e        | 14         | 108   | 9e   |

| Athlète(s)            | Compétition  | Régate 1 | Régate 2 | Régate 3 | Régate 4 | Régate 5 | Régate 6 | Régate 7 | Régate 8 | Régate 9 | Régate 10 | Total net | Total net | Medal Race | Total | Rang |
| Athlète(s)            | Compétition  | Score    | Score    | Score    | Score    | Score    | Score    | Score    | Score    | Score    | Score     | Score     | Rang      | Score      | Total | Rang |
| --------------------- | ------------ | -------- | -------- | -------- | -------- | -------- | -------- | -------- | -------- | -------- | --------- | --------- | --------- | ---------- | ----- | ---- |
| Andrea Aldana Bennett | Laser Radial | 24       | 36       | 34       | 39       | 38       | 8        | 24       | 33       | 29       | 31        | 257       | 32e       | –          | –     | –    |